# Estação Jarry
A Estação Jarry é uma das estações do Metrô de Montreal, situada em Montreal, entre a Estação Jean-Talon e a Estação Crémazie. Faz parte da Linha Laranja.
Foi inaugurada em 14 de outubro de 1966. Localiza-se na Rua Jarry. Atende o distrito de Villeray–Saint-Michel–Parc-Extension.